# NGC 6022
NGC 6022 is een balkspiraalstelsel in het sterrenbeeld Slang. Het hemelobject werd op 19 mei 1881 ontdekt door de Franse astronoom Édouard Jean-Marie Stephan.

## Synoniemen
- MCG 3-41-9
- ZWG 108.20
- PGC 56495